# 武臣政権
武臣政権（ぶしんせいけん、무신정권（ムシンジョンクォン）、武人政権とも書く）は、朝鮮半島における高麗王朝の統治下、1170年（明宗元年）から1270年（元宗11年）の100年間にわたり、国王や文臣ではなく武臣が朝廷の政治を掌握していた時代、およびその政権形態を指す。この期間のことを「武人時代（ぶじんじだい、ムインシデ）」ともいう。

## 背景

### 高麗王朝の動揺
朝鮮史上、文班・武班の両班（ヤンバン）制度が始まるのは高麗時代からであるが、高麗では文治主義の伝統に基づき、武班官僚は文班官僚の下位におかれていた。958年から唐の制度を参考にして導入された科挙（官吏登用試験）においても、文科・雑科や僧侶を格付けする僧科が創設されたのみであり、武人を登用する武科は無く、武班職になるには世襲的な蔭叙による任命か、戦争の武功による抜擢のみであった。これらから「尚文軽武」すなわち武班に対する文班の高慢と蔑視という風潮を生み出していた。武臣のトップである上将軍・大将軍をはじめ武臣は合議機関「重房（チュンバン）」を拠点に活動していたが、つねに差別的な待遇に甘んじてきた。すでに11世紀初頭の段階で、文臣に対する武臣の反撥が金訓の乱（1014年）という形で噴出している。
12世紀に入ると、朝鮮半島の北方にある満洲平原の主役は、契丹（遼）から女真（金）へ交替期にさしかかっていた。高麗王朝はこれに介入するため、軍制を改革して幾度か侵入を試みたが、いずれも女真の激しい攻撃を受けて敗退した。やがて靖康の変で宋が華南へ後退し、金が華北の支配者として確定すると、1128年高麗は金に入貢し、冊封を受けて関係改善を図った。しかしこの時期、1126年に王室の外戚李資謙（イ・ジャギョム）が王位を狙った李資謙の乱が勃発。1135年には風水地理説や陰陽秘術で人々を幻惑した僧侶の妙清（ミョヂョン）が、朝廷高官を籠絡して開京（開城）から西京（平壌）への遷都を画策し、後に妙清が大為国を称して独自年号を立てたことから、一年にわたり国家を南北に二分する争いとなった妙清の乱が発生し、王朝が動揺するとともに首都開京も荒廃した。結局、国王仁宗の命を受けて妙清の乱を鎮圧したのは、『三国史記』の編者としても知られる文臣の金富軾（キム・プシク）であり、国家非常時における兵権が文臣に握られていることにも武臣の不満は高まった。くわえて1146年から四半世紀にわたって王位にあった毅宗（ウイジョン）が豪奢・遊興にふけり、宦官の専横を許すなど、政治の弛緩も甚だしく、国内にさらなる不満が蓄積されていた。とくに毅宗が土木工事や仏教儀式の挙行に際して下級武臣（現職の武班）や軍人らを酷使した一方で、文臣・宦官を露骨に優遇したために、武臣らの不満は頂点に達していた。

## 庚寅の乱・癸巳の乱
1170年8月、毅宗の普賢院参詣をきっかけに武臣らの不満が暴発。李義方（イ・ウイバン）・鄭仲夫（チョン・チュンブ）ら武臣は多数の文臣を殺害し、毅宗と王太子を廃して、毅宗の弟である明宗（ミョンジョン）を擁立した。この事件をその年の干支から庚寅の乱という。この事件で、実名が判明する人物だけで46名、その他40名以上の文臣が殺害されている。
1173年には、文臣である東北面兵馬使金甫当（キム・ポダン）が毅宗の復位をねらい、武臣政権打倒を目指して決起する。武臣政権側はこれを文臣をさらに殲滅する好機と捉え、再びクーデターを起こして前国王毅宗や文臣らを捕殺した。この一連の事件を癸巳の乱と呼ぶ。この二つの事件によって武臣たちの権力基盤は強化され、以後100年にわたる武臣政権が続くこととなる。
なお、庚寅・癸巳の乱を文臣・武臣の対立から発生した事件とする上記の通説に対し、毅宗時期における王と恭睿太后任氏（毅宗の生母）や王室・名門層との対立を重視し、宮廷内の明宗擁立グループが文武臣の対立を利用して起こしたクーデターとして、武臣政権誕生への画期と見なさない説（長井丈夫）もある。

## 武臣政権期の略史
100年に及ぶ武臣政権期は主に、権力争いが続き安定しなかった第一期、崔氏の下に比較的安定した政権を保った第二期、モンゴルとの戦いを受けて政権崩壊への道をたどった第三期の3期に分けて整理される。
| 代 | 権力者                     | 執政開始 | 終了年 | 執政期間 | 国王                     | 備考                                   |
| -- | -------------------------- | -------- | ------ | -------- | ------------------------ | -------------------------------------- |
| 1  | 李義方（イ・ウイバン）     | 1171年   | 1174年 | 3年      | 毅宗 明宗                | 鄭仲夫により殺害                       |
| 2  | 鄭仲夫（チョン・ジュンブ） | 1174年   | 1179年 | 5年      | 毅宗 明宗                | 慶大升により殺害                       |
| 3  | 慶大升（キョン・デスン）   | 1179年   | 1183年 | 4年      | 毅宗 明宗                | 病死                                   |
| 4  | 李義旼（イ・ウイミン）     | 1183年   | 1196年 | 13年     | 毅宗 明宗                | 崔忠献らにより殺害                     |
| 5  | 崔忠献（チェ・チュンホン） | 1196年   | 1219年 | 23年     | 明宗 神宗 熙宗 康宗 高宗 | 崔氏による教定別監世襲の開始           |
| 6  | 崔瑀（チェ・ウ）           | 1219年   | 1249年 | 30年     | 高宗                     | モンゴルの侵攻が始まり、江華島へ移徙   |
| 7  | 崔沆（チェ・ハン）         | 1249年   | 1257年 | 8年      | 高宗                     | 病死                                   |
| 8  | 崔竩（チェ・ウイ）         | 1257年   | 1258年 | 1年      | 高宗                     | 柳璥・金俊らにより殺害、崔氏政権の崩壊 |
| 9  | 金俊（キム・ジュン）       | 1260年   | 1268年 | 8年      | 元宗                     | 林衍により殺害                         |
| 10 | 林衍（イム・ヨン）         | 1268年   | 1270年 | 2年      | 元宗                     | 病死                                   |
| 11 | 林惟茂（イム・ユム）       | 1270年   | 1270年 | 1年      | 元宗                     | 宋松礼・洪奎らにより殺害               |

### 第一期（1170年 - 1196年）
第一期は武臣政権の確立期である。この時期にはまだ突出した権力を持つ武人が確定せず、武臣政権内のヘゲモニーをめぐって争いが相次いだ。政権樹立直後は、鄭仲夫や李義方とともに乱を主導した李高（イ・ゴ）が大将軍衛尉卿となるが、1171年に自らが国王の座を狙って有力寺院の僧侶と密議を持った。しかし、李義方らに計画が漏れ、殺害された。代わって李義方が武臣政権の主導権を掌握したが、文臣と同様に娘を王妃に送り込んで外戚の地位を狙ったために、同志の鄭仲夫によって殺される。そして鄭仲夫が権力を握るが、私兵を集めて領地を増やし、権力の独占を図ったことから、部下の慶大升（キョン・デスン）によって殺されてしまう。慶大升もまた私兵を「都房（トバン）」という組織に再編し、独裁的な政治を行って、残忍な刑罰を処したために人心を失う。部下の反乱が相次ぐ中、1183年には金光立（キム・グァンイプ）・李義旼（イ・ウイミン）らの叛乱軍が慶大升に代わった。権力の座についた李義旼は、初期武臣政権としては比較的長期の10年以上にわたって権力を維持し、官僚の人事権を掌握したが、私利私欲を貪ったことから、やはり人心が離れていく。1196年に崔忠献（チェ・チュンホン）・崔忠粋（チェ・チュンス）兄弟らが李義旼を殺害し、権力を掌握した。この崔忠献の時代に武臣政権はようやく安定期に入ることとなる。

### 第二期（1196年 - 1258年）
崔忠献は権力を握ると、国王明宗を廃して弟の神宗を擁立し、弟の崔忠粋を粛清するなどして権力を固めた。しかしそれまでの武臣政権の権力者とは異なり、儒者・文人の素養や行政的知識を重んじ、自らの私邸に集めて武臣政権の行政能力を向上させた。崔忠献に起用された代表的な文人には李奎報（イ・ギュボ、号は白雲居士）などがいる。また私兵組織「都房」を数万のレベルまで拡大し、権力基盤を固める。1209年には新たに教定都監が創設され、崔忠献は自らその長官である教定別監に就任。これにより武臣政権は国家体制の中での合法的地位が認められ、以後武臣政権のトップが教定別監となることが慣習化する。まためまぐるしく権力者が推移した第一期とは異なり、第二期では崔氏一族が世襲で教定別監を継承していく流れが確立した。崔忠献の後を襲った崔瑀（チェ・ウ）・崔沆（チェ・ハン）・崔竩（チェ・ウイ）はいずれも父子継承である。ただし、3度の父子継承の際全てにおいて内紛が発生しており、父の権力をそのまま継承した訳ではないところに注意を要する（先代の息子が権力闘争に勝利して次の政権を担った現象が偶々3代続いたという結果が外見的に世襲に見えているに過ぎない可能性もあるため）。
崔瑀は私邸に「政房（チョンバン）」を設けて官僚人事を統括する一方、「書房」を組織して私邸の警備を強化。また私兵の中から騎馬隊として「馬別抄」を編成して権力基盤を強化していった。武臣政権としては正規軍の「三別抄」（左別抄・右別抄・神義軍から成る）を組織して、治安活動や軍事行動を行い、政権の存在価値を高めていった。
一方13世紀に入ると、北方では金に代わってモンゴル帝国が勢力を広げており、高麗へも圧力がかかるようになる。モンゴルからの国使が高麗領内で殺害された事件をきっかけに、1231年からカアンのオゴデイの命令で高麗侵攻が開始された。武臣政権の崔瑀は自ら兵を率いてモンゴル軍を迎撃したが、モンゴルは一気に首都開城を陥落させたため、高麗は貢物・奴隷を差し出し、モンゴルのダルガチ（統治官）を高麗国内各地に配置することを条件に講和した。しかし崔瑀は、モンゴル軍が引き上げた後に、ダルガチ72人を全員殺害する暴挙に出た。さらに国王と首都住民を引き連れて京畿道沖にある江華島に朝廷を移し、モンゴルの脅威に備えて防備を固めた。モンゴル側はこの対応に激怒し、二度目・三度目の侵攻を実施した。江華島でモンゴルの進撃を防ぎつつ、講和で時間稼ぎをする策がとられたが、講和条件の履行が徹底されないことにモンゴル側は不満を抱き、1258年までに断続的に侵攻を行うこととなる。度重なるモンゴルとの戦争に反対していた文臣たちは徹底降伏を唱え、武臣政権への不満を募らせた。1258年、文臣の柳璥（ユ・ギョン）は武臣の金俊（キム・ジュン）と結託し、崔竩を殺害。ここに62年続いた崔氏政権が終わりを告げた。柳璥・金俊はただちにモンゴルへ世子王倎（後の元宗）を入朝させて講和を請うた。

### 第三期（1258年 - 1270年）
崔氏を倒して武臣政権を受け継いだ金俊であったが、長期にわたった安定政権であった崔氏が滅んだことで第一期と同様に、再び武臣間の権力闘争が始まることになる。1268年には金俊が林衍（イム・ヨン）に暗殺された。林衍は金俊の融和・降伏路線（金俊は元は僧であったため殺生を好まず、モンゴルと戦争することを嫌っていた）を真っ向から否定し、モンゴルカアンのクビライに拝謁した直後に帰国して即位した元宗を廃し、元宗の弟の安慶公王淐の擁立を図ってクーデターを決行する。が、モンゴルに人質として滞在していた世子王諶が、クビライからの援兵を受けて江華島に攻め込んだため失敗。モンゴルからの降伏要求を拒否した林衍は、背中の腫物が悪化したために急死し、子の林惟茂（イム・ユム）が継いだ。その林惟茂も1270年に、モンゴルからの支援を受けた文班の宋松礼（ソン・ソンネ）・洪奎（ホン・キュ）らに殺害され、100年続いた武臣政権はここでついに終焉した。

### 武臣政権崩壊後
武臣政権の崩壊後、元宗は江華島から退去して開城に戻り、クビライを後ろ盾としてモンゴル帝国（1271年に大元と改名）の支配下に入った高麗王国を建て直す。以後、歴代の高麗王は恭愍王（在位1351年 - 1374年）まですべて、世子の時期にモンゴル宮廷に人質として赴き、歴代モンゴル皇帝近辺での職務に従事し、クビライ王家の娘を娶り、後に帰国して即位するのが慣例となった。
一方、崔氏政権の頃に整備された正規軍である三別抄は、反モンゴルの気風が強く、武臣政権崩壊に伴い解散命令が出てもこれに従わなかった。裴仲孫（ペ・チュンソン）は残存勢力を集め、高麗王室の傍流にあたる王温を擁立して江華島を脱出し、朝鮮半島西南部の珍島を根拠として「高麗国」を自称して抵抗した（三別抄の乱、珍島政権）。三別抄の珍島政権はモンゴルの攻撃を受け、1273年に滅亡した。

## 武臣政権期の特色
武臣政権歴代の権力者たちは、高麗の伝統であった文班優位な官僚組織を打破し、実力本位の風潮を生み出した。それまで門閥化した文臣によって身分や秩序が固定化されていた状況に、抑圧されていた武人や庶民の不満が噴出したためである。武臣政権の軍事基盤も、(1)悪小・死士・勇士などと呼ばれる浮動的な武勇者、(2)家僮と呼ばれる奴隷身分の従者、(3)門客と呼ばれる私的な家臣団など、権力者との私的な結びつきで組織されたものが多く、慶大升時代から見られるようになる武臣政権下の最大兵力「都房」は、これら3系統を合わせていくつかの番に再編したもので、交替で権力者を守備する組織だったと見られる。都房の兵は共同生活し、長い枕・大きな蒲団で寝食を共にし、時には慶大升自身もこの枕で寝たという。都房を拡大した崔忠献の時代には、屈強の兵士を6番の都房に編成し、崔忠献の私邸に宿直する制度に発展している。
武臣政権の権力者たちは、身分的には低い出自から出発していた（李義旼の父は商人、母は寺婢。崔竩の母は私婢。金俊の父は私奴であり、金俊自身も元は崔氏の奴隷であった）。また、彼らは王位継承問題へ介入することが多く、武臣政権期に即位した7人の王のうち、武臣政権は4人を擁立し、4人を廃位している。
そのような下剋上的な雰囲気に加え、高麗の社会的矛盾が進行し、また中央も混乱したため、国内各地で官民の流亡・逃散が相次ぎ、やがてそれらが反乱に結びつくこととなった。武臣政権発足期は特に多く、1172年に西北界の昌州・三登・鉄州人が騒擾事件を起こし、1173年には既述の金甫当の反乱に始まる癸巳の乱。1174年には開城の僧侶が結集して武臣と衝突、同年には西京（平壌）留守の趙位寵（チョ・ウィチョン）が反武臣政権を公然と唱えて反乱し、2年にわたって抗戦した。1176年にも公州で亡伊・亡所伊らが2年にわたる抵抗を試みるなど、連年のように反乱が相次いだ。
1193年には南賊と呼ばれる大反乱が勃発。雲門（慶尚道）の金沙弥（キム・サミ）が流亡者を集結し、慶州の農民反乱指導者孝心と連携。さらに密陽・安東の反乱と結び、江陵・清道・蔚山にまで拡大する大反乱となった。崔忠献が権勢を握ると、これに反撥する開城の奴隷の万積（マン・ジョク）らが1198年崔忠献打倒を標榜して反乱する。1199年には再び南賊が三陟・蔚珍などの東海沿岸の反乱勢力と連携し、東京（慶州）の盗賊とも連合を試みた。1200年から1202年にかけても東京を中心に反乱勢力が蠢動するなど、この時期は高麗南部を中心とした反乱が多い。
1210年代に入ると北部の反乱が再び盛んとなる。1217年の平壌の騒動をはじめ、1218年には義州の韓恂（ハン・スン）が反乱を起こすと西北界全域に騒擾が拡大し、4年にわたって抗争を続ける。モンゴルの侵攻が始まった際には洪福源（ホン・ボグォン）が1500戸を率いてモンゴルに降伏した。この後もモンゴルへの降伏や抵抗は相次いだ。

## 日本の武家政権との比較
1170年から1270年までの武臣政権は、隣国である日本に同時期に成立していた平氏政権（12世紀後半）や鎌倉幕府（12世紀末 - 14世紀前期）などの武家政権と比較されることも多い。

### 共通性
共通点としては、それまで下級の存在と見なされていた武臣・武士が政権を握ったこと、初期には政権が安定せず権力者がめまぐるしく変わったこと（高麗：李義方→鄭仲夫→慶大升→李義旼→崔忠献、日本：平清盛→木曾義仲→源義経→源頼朝）、王位・皇位継承への介入を行って従来の王権の弱体化を進めたこと（高麗：明宗→神宗・神宗→熙宗・熙宗→康宗・康宗→高宗の廃位・擁立、日本：平清盛による後白河院政停止と安徳天皇擁立、鎌倉幕府による仲恭天皇廃位と後堀河天皇擁立など）、それにもかかわらず武臣・武家政権が従来の王権に取って代わるような事態にならなかったこと、また権力者間の骨肉の争いがあったこと（高麗：崔忠献による弟の崔忠粋の殺害、日本：平清盛と平忠正、木曾義仲と源頼朝、源義経・源行家と源頼朝の対立など）が挙げられる。
また、日本における武家政権の首長は、初期には前太政大臣（平清盛）、畿内惣官・諸道鎮撫使（平宗盛）、征東大将軍（源義仲）など一定しなかったが、頼朝が征夷大将軍に任命された後は、この職が武家の棟梁の象徴として継承されることとなった。ただし朝廷官職としての将軍職は必ずしも継続的に任命されたものではなく、武士たちの意識の中では、むしろ鎌倉幕府の長である「鎌倉殿」という表現が用いられることが多かった。高麗武臣政権においても初期の李高などは大将軍衛尉卿となっているが安定はせず、崔忠献時代の「教定別監」が武臣政権トップの座として創設され、継承されていく。ただし教定都監は数ある都監の中の一つでしかなく、征夷大将軍のような特異性は持たない。崔忠献は1206年に熙宗から中書令晋康公の称号を贈られて辞退したが、以後「令公」と呼ばれるようになった。この「令公」は「鎌倉殿」と同様、教定別監という公的な官職とは別に、武臣政権の首長の別称として定着していった。

### 相違点
一方、相違点としては鎌倉幕府が御恩と奉公という語に象徴されるように、封建制度的な土地支配権を紐帯とした主従関係が将軍と御家人の間で結ばれていたのに対し、高麗の武臣政権では軍事的奉仕への見返りとしての土地の安堵や給与が制度的に行われなかったという点がある。都房が令公の私邸を守備したことは、鎌倉殿を御家人が守備する鎌倉番役と類似するが、それに対する政権側からの報酬は俸給以上のものはなく、武人の首長が私有地の管理を門客や家僮に委ねた例はあるものの、首長自身の私有地以外の領地を給与・安堵することはなかった。
さらに、鎌倉幕府が朝廷のある京都から遠く離れた東国の鎌倉を本拠としたのに対し、武臣政権は開京（後に江華島）の朝廷と一体化した存在であり、従来の朝廷から自立した政権を築くことはなかった。李義旼は慶州に大きな支持勢力を持っていたが、その地を根拠とすることはなく、やはり開京での活動が主となっている。日本の東国と同様、地域的な自立性は高麗においても存在し、相次ぐ反乱も地域ごとの独立性から大規模化した面もあったが、中央集権的な官僚制が主軸となった高麗王朝を武臣政権が凌駕することはなかった。
また、高麗の武臣政権は家奴や商人など出自の低い者が下剋上的な風潮の中で、旧来の強固な身分秩序を克服しようとした側面を持ち、この時期に相次いだ反乱も農民や地方武人が主体となっている。崔忠献打倒を目指した奴隷の万積が反乱に際し「将相寧んぞ種あらんや」と唱えたことは、この時代の下剋上精神をよく現している。一方、日本においては武家の棟梁には源氏・摂関家（摂家将軍）・皇族（宮将軍）などの「貴種」が制度の安定から求められ、身分制の克服という側面は全く見られなかった。武臣政権は100年間の内の6割強を占める崔氏の4代62年（第二期）を除けば、世襲的な権力を構築することはなかった。半面、征夷大将軍職は源氏・摂家・皇族と移り変わったが、幕府の実権を握った執権北条氏は世襲的な権力を確立した。
安定政権となりかけた崔氏政権が崩壊した最大の要因は、モンゴル軍の侵攻による国家の疲弊である。幕府という日本の武家政権が南北朝期の中断を挟みながらも鎌倉幕府・室町幕府と長期化していったのに対し、高麗の武臣政権がわずか100年で崩壊した原因も、すでに述べてきたような相違点もさることながら、やはりモンゴルによる侵攻が最大のものであろう。武人時代後半の40年間は、高麗はつねにモンゴルとの戦争・緊張関係にあった。武臣政権の崩壊とともに、モンゴルの属国となる形で高麗王朝は国内の安定を回復した。しかし、今度は高麗がモンゴルの対日本侵攻の拠点として協力することになり、「もう一つ生き残った武人政権」である鎌倉幕府の武士と対戦することになるのである。